# نبرد وردون (۱۷۹۲)
نبرد وردون (به فرانسوی: Battaile de Verdun) در ۲۰ اوت ۱۷۹۲ میلادی میان ارتش انقلابی فرانسه و نیروهای پروسی در آغاز جنگ ائتلاف اول رخ داد. پروسی‌ها در این نبرد به پیروزی رسیدند و راه آنان برای پیشروی به سوی پاریس هموار شد.